# 梅村站 (韶关市)
梅村站是一个京广线上的铁路车站，位于广东省韶关市浈江区犁市镇梅村乡，建于1937年，目前为四等站，邮政编码为512147。现已不办理客运业务；不办理行李、包裹托运；货运：办理整车货物发到；危险货物仅办理农药、化肥发到。